# Абделькадер Зітуні
Абделькадер «Кадер» Зітуні (фр. Abdelkader Zitouni, нар. 7 червня 1981, Лімож) — футбольний арбітр з Французької Полінезії. Обслуговує матчі чемпіонату Таїті. З 2012 року став арбітром ФІФА.

## Кар'єра
Працював головним арбітром на Тихоокеанських іграх 2011 року, Кубку націй ОФК 2012 та 2016 років.
Був включений як помічник арбітра на Кубок конфедерацій 2017 року.
Влітку 2019 року був головним арбітром на молодіжному чемпіонаті світу в Польщі, де відсудив дві гри групового етапу, а у грудні судив матч за 5-те місце на клубному чемпіонаті світу в Катарі.